# HMS Hurworth (L28)
«Гарворт» (L28) (англ. HMS Hurworth (L28) — військовий корабель, ескортний міноносець типу «Гант» «II» підтипу Королівського військово-морського флоту Великої Британії за часів Другої світової війни.

## Історія створення
«Гарворт» був закладений 10 квітня 1940 року на верфі компанії Vickers-Armstrongs, Волсенд. 5 жовтня 1941 року увійшов до складу Королівських ВМС Великої Британії.